# Sibuluan Indah
Sibuluan Indah is een bestuurslaag in het regentschap Tapanuli Tengah van de provincie Noord-Sumatra, Indonesië. Sibuluan Indah telt 5878 inwoners (volkstelling 2010).